# Amiga Joker
Amiga Joker war eine der ersten Computerspiele-Zeitschriften Deutschlands für den Commodore Amiga. Sie erschien von November 1989 bis November 1996.

## Redaktion
Herausgeber und Chefredakteure waren Michael Labiner und seine damalige Ehefrau Brigitta Labiner, die bekanntesten Redakteure Carsten Borgmeier und Richard Löwenstein. Manfred Kleimann (ehemals Chefredakteur der ASM) war Anfang 1992 für ein paar Monate freier Mitarbeiter und auch Mick Schnelle begann seine Laufbahn beim Amiga Joker. Das Heft erschien im eigenen Joker-Verlag in Haar bzw. ab 1993 in Grasbrunn. Jährlich gab es zehn Hefte, im Sommer immer zwei Doppelausgaben.
Ab Ende 1991 erschien mit dem PC Joker eine „Schwesterzeitschrift“ für PC-Spiele(r). Von 1992 bis 1994 erschien eine weitere „Schwesterzeitschrift“, die auf Videospiele ausgerichtete Megablast. Beide Magazine wurden in Teilen ebenfalls von der Redaktion des Amiga Joker betreut.

## Geschichte
Der Amiga Joker (ursprünglich geplant unter dem Namen Amiga Zocker) erschien erstmals mit der Ausgabe 11/1989. Aus Kostengründen waren zunächst einige Seiten schwarzweiß gehalten. Zunächst verkaufte sich das Heft nur schleppend, doch mit steigendem Niveau des Heftes nahmen auch die Verkaufszahlen von Ausgabe zu Ausgabe zu.
Der Amiga Joker unterschied sich damals von anderen Magazinen wie dem Amiga-Magazin vor allem dadurch, dass er konzeptionell speziell auf den jugendlichen Spieler zugeschnitten war. So war der Schreibstil sehr locker und humorvoll, und die Leser wurden stets geduzt. Außerdem gab es häufig humorvolle Anspielungen der Redaktion auf sich selbst in den Texten und Auftritte von Redaktionsmitgliedern in den Brork- und Joker-Comics, welche in nahezu jeder Ausgabe zu finden waren. Eine weitere Besonderheit waren die vom Grafiker Celâl Kandemiroğlu aufwendig gestalteten Titelbilder. Dies verhalf dem Amiga Joker zu einer großen Popularität unter Amiga-Benutzern und zur Identifikation der Leserschaft mit dem Heft, was sich vor allem in den Leserbriefen zeigte.
Ende 1992 kam ein Konkurrenz-Magazin auf den Markt, die Amiga Games, mit der man von nun an in harten Wettbewerb um Leser und Verkaufszahlen stand.
Im Jahr 1994 wurde neben dem monatlichen Magazin einmalig ein Taschenbuch mit dem Titel Amiga Joker Hits veröffentlicht, welches die besten 50 Spiele der Plattform in Buchform präsentiert, beim SYBEX-Verlag verlegt und zum Preis von 39,90 DM verkauft wurde. Primär wurde dabei bestehendes Material aus dem Joker Verlag verwendet und in aufbereiteter Form genutzt. Herausgeber des Buches war der Redakteur Carsten Borgmeier. Das Buch ist neben der Erstausgabe des Magazins inzwischen ein begehrtes Sammlerobjekt.
Mit dem Commodore-Konkurs 1994 schrumpfte auch der Spiele-Markt für das Amiga-Computersystem. Die Spielefirmen wandten sich deshalb allmählich vom Amiga ab, weshalb es immer schwieriger wurde, das Spiele-Magazin mit Testberichten zu aktuellen Spielen und sinnvollen Inhalten zu füllen. Aus dieser Not heraus erschienen teilweise sehr kuriose Testberichte (z. B. zu nie erschienenen Amiga-Spielen) und Werbeanzeigen. Mit dem Heft Oktober/November 1996 erschien die letzte Ausgabe des Amiga Joker. Darin wurde angekündigt, dass die Zeitschrift zukünftig nur noch zweimonatlich statt monatlich erscheinen werde, wozu es jedoch nicht mehr kam. Der Joker-Verlag konzentrierte sich anschließend mit dem verbliebenen PC Joker ganz auf die PC-Plattform. Hierbei wurden auch die weiteren Publikationen des Joker-Verlags (Online Kompakt, Insider) eingestellt, um durch die Einsparungen die künftige Veröffentlichung einer Vollversion in jeder Ausgabe des PC Joker zu ermöglichen, der ab Ausgabe 1/97 mit dem Claim „Heft & Spiel“ erschien.
Durch den besonderen Stil hat sich der Amiga Joker bis heute einen Kult-Status unter den Amiga-Spielern und Computerfreaks bewahrt.
Im Rahmen der Veranstaltung Amiga 32 Germany im Rheinischen Landestheater Neuss am 28. Oktober 2017 wurde eine einmalige „Comeback-Ausgabe“ des Amiga Jokers mit der Nummer 1/17 unter Mitarbeit ehemaliger Redakteure veröffentlicht. Zur Amiga 34 Germany am 12. und 13. Oktober 2019 wurde im Rahmen des 30-jährigen Jubiläums eine zweite „Comeback-Ausgabe“ des Amiga Jokers mit der Nummer 1/19 veröffentlicht.

## Trivia
In einer späten Ausgabe des PC Joker (Heft 11/2000) gab es den „letzten Amiga Joker“ – einen sechsseitigen Bericht, der ein Tribut an alle Fans sein sollte, die sich immer eine offiziell letzte Ausgabe des Amiga Joker gewünscht hatten.

## Rubriken
Der Amiga Joker beschäftigte sich in der Printausgabe vor allem mit den Reviews und Previews zu den Neuveröffentlichungen von Amiga-Spielen. Des Weiteren gab es aber auch noch folgende Rubriken:
- Newsflash: Hier gab es aktuelle Nachrichten rund um die Welt des Amiga
- PD Box: Vorstellung aktueller Public-Domain-Software
- Crack: Im Crack-Bereich brachte ein Redakteur unter dem Pseudonym Dr. Freak Licht ins Dunkle der zu der Zeit verbreiteten Schwarzkopierer-Szene. Nicht selten gab es Interviews mit Größen der Schwarzkopierer-Szene oder andere Informationen aus dem Untergrund.
- Up and Down: Verschiedene Amiga-Spiele-Charts, die die seinerzeit populärsten Spiele auswiesen.
- Interview: Interviews mit Größen des Amiga-Business wie unter anderem Chris Hülsbeck oder Factor 5.
- Know How: Immer in der Mitte des Heftes gab es Cheats und Lösungen zu Amiga-Spielen.
- Demo Gallery: Die Demoszene-Sektion des Heftes. Hier wurden Demos aus der Amiga-Demoszene mit Screenshots und Kurztext vorgestellt.
- Stromausfall: Für ein Computerspielemagazin eher unüblich, wurden hier Brettspiele vorgestellt.
- Coin-Op: Beschäftigte sich mit den neuesten Arcade-Automaten.
- Joker Shop: Im hauseigenen Joker Shop gab es viele Fanartikel rund um den Amiga Joker zu kaufen. Populär war die Jotch, eine Armbanduhr mit Amiga-Joker-Motiv.
- Kicker Cup: Eine Briefpost-Fußballsimulation. Eine Spaßliga wurde durch das Programm Bundesliga Manager simuliert. Die Trainer-Entscheidungen des FC Joker trafen die Leser mittels Postkarte per Mehrheitsvotum. In jeder Ausgabe ging es einen Spieltag weiter.
- Budget Bühne: Auf der Budget Bühne war Platz für einen erneuten Test sogenannter Budget-Spiele, ehemaliger Vollpreisspiele, die nun im Preis gesenkt wurden.
- Computer-ABC: Im Computer-ABC wurden jeden Monat Begriffe zum Thema Computer erläutert. So lernte man die Bedeutung von Begriffen wie DFÜ oder Computer.
- Girl-Seite: Hier wandte sich Brigitta Labiner direkt an die weiblichen Leser.
- Brork-Comic
- Joker-Comic